# Ur语言
Ur也叫作Ur/Web，是一个自由和开源的函数式编程语言，专门用于web开发，由Adam Chlipala在麻省理工学院创建，它从一个单一的程序产生服务器代码、web浏览器客户端代码、和特定于选择的数据库后端的SQL代码。

## 概述
Ur的语法基于了Standard ML，然而语言也包括来自Haskell的概念，具有额外的类型操纵。Ur支持一种基于行类型的强力的元编程。Ur/Web是Ur加上特殊的标准库和用于解析和优化的关联规则。Ur/Web编译器还产生不使用垃圾回收的非常高效的目标代码。所有这些实现都是开放源代码的。
Ur/Web支持构造以SQL数据库为后端的动态web应用。嵌入到语言中的SQL语法模板便利了表格处理。浏览器客户端，包括了函数式反应式编程设施，使用了(source a)类型和signal单子。Ajax调用/反响，通过叫作“事务”（对应于Haskell的IO）的单子来序列化，并且它的集结和解码被封装在rpc函数中。
标准库的签名（signature），使得有良好类型的Ur/Web程序，在非常宽广的意义上不会出错。不只是在特定页面生成期间不崩溃，它们还能够做到：
- 不遭受任何种类的代码注入攻击。
- 不返回无效的HTML。
- 不包含应用内部死链接。
- 在HTML表单和它们的处理器所预期的字段之间，没有不匹配。
- 不包括对远程web服务器提供的Ajax风格服务有不正确假定的客户端代码。
- 不尝试无效的SQL查询。
- 在web浏览器和web服务之间或与SQL数据库的通信中，不使用不正确的集结（marshaling）或解散（unmarshaling）。

这种类型安全正是Ur/Web方法论的基础。还有可能使用元编程，通过分析类型结构来建造重要的应用部件。

## 例子程序
下面是展示客户端、服务器和数据库采用Ajax通信的演示程序，来自web demos，有着勾画每个构件的额外注释：
接口文件（类似ML的签名）具有.urs扩展名：
```
(* 环境单子叫做transaction，对应于Haskell的IO单子 *)

val
 
main
 
:
 
unit
 
->
 
transaction
 
page

```

实现文件（.ur扩展名）：
```
datatype
 
list
 
t
 
=
 
Nil
 
|
 
Cons
 
of
 
t
 
*
 
list
 
t

table
 
t
 
:
 
{
 
Id
 
:
 
int
,
 
A
 
:
 
string
 
}

  
PRIMARY
 
KEY
 
Id

(* 服务器端数据库访问，通过AJAX XmlHttpRequest调用，

                    封装为rpc函数(远程过程调用) *)

fun
 
add
 
id
 
s
 
=

    
(* sql dml模板，据有表达式{[expression]} *)

    
dml
 
(
INSERT
 
INTO
 
t
 
(
Id
,
 
A
)
 
VALUES
 
({[
id
]},
 
{[
s
]}))

fun
 
del
 
id
 
=

    
dml
 
(
DELETE
 
FROM
 
t
 
WHERE
 
t
.
Id
 
=
 
{[
id
]})

fun
 
lookup
 
id
 
=

    
(* haskell风格单子代码 *)

    
ro
 
<-
 
oneOrNoRows
 
(
SELECT
 
t
.
A
 
FROM
 
t
 
WHERE
 
t
.
Id
 
=
 
{[
id
]});

    
case
 
ro
 
of

        
None
 
=>
 
return
 
None
           
(* return是单子提升函数 *)

      
|
 
Some
 
r
 
=>
 
return
 
(
Some
 
r
.
T
.
A
)

(* check由客户端onClick事件处理器调用，

               所以它将被编译成JavaScript，成为嵌入了客户端脚本的页面 *)

fun
 
check
 
ls
 
=

    
case
 
ls
 
of

        
Nil
 
=>
 
return
 
()

      
|
 
Cons
 
(
id
,
 
ls'
)
 
=>

            
ao
 
<-
 
rpc
 
(
lookup
 
id
);
      
(* Ajax调用至服务器端 *)

            
alert
 
(
case
 
ao
 
of

                   
None
 
=>
 
"Nada"

                 
|
 
Some
 
a
 
=>
 
a

                 
);

            
check
 
ls'

fun
 
main
 
()
 
=

    
idAdd
 
<-
 
source
 
""
;

    
aAdd
 
<-
 
source
 
""
;

    
idDel
 
<-
 
source
 
""
;

    
(* 生成包含有JavaScript的web页面 *)

    
return
 
<xml><body>

      
<button
 
value
=
"Check values of 1, 2, and 3"

              
onclick
={
fn
 
_
 
=>
 
let
 
val
 
mylist
 
=
 
1
 
::
 
2
 
::
 
3
 
::
 
[]

                               
in

                                  
check
 
mylist

                               
end

                               
}
/><br/>

      
<br/>

      
<button
 
value
=
"Add"

              
onclick
={
fn
 
_
 
=>
 
id
 
<-
 
get
 
idAdd
;

                               
a
 
<-
 
get
 
aAdd
;

                               
rpc
 
(
add
 
(
readError
 
id
)
 
a
)
  
(* Ajax调用到服务器端 *)

                               
}
/>

      
<ctextbox
 
source
={
idAdd
}
/>

      
<ctextbox
 
source
={
aAdd
}
/><br/>

      
<br/>

      
<button
 
value
=
"Delete"

              
onclick
={
fn
 
_
 
=>
 
id
 
<-
 
get
 
idDel
;

                               
rpc
 
(
del
 
(
readError
 
id
))
    
(* Ajax调用到服务器端 *)

                               
}
/>

      
<ctextbox
 
source
={
idDel
}
/>

    
</body></xml>

```

项目文件（.urp扩展名），必须包含可选的指令（directive）列表，跟随着项目模块的列表：
```
 
# hash号前缀于行注释

 
rewrite
 
url
 
Module1/main
        
# 设置根URL至Module1/main函数

 
exe
 
myexename

 
database
 
dbname
=
test
            
# 数据库特性和参数

 
sql
 
noisy.sql

 
$/list
     
# stdlib模块前缀着"$/"

 
module2
    
# 如果被module1所用则必须前导于它

 
module1
    
# main模块

```

- 服务器端，没有副作用的检索函数的页面（HTTPGET方法），经由一个URL而可访问为/ModulePath/functionName，它们应当具有类型(unit -> transaction page)。
- 要导出可能导致副作用的一个页面，只能通过HTTPPOST方法来访问，包括指定页面处理器的一个实际参数，它具有类型Basis.postBody[6]。

编译：
```
 
urweb
 
module1
   
# 查找module1.urp

```

作为一个web服务器来执行（其他模态有CGI、FastCGI等等）：
```
 
./module1.exe
 
-p
 
8081
   
# -h : RTS选项帮助

```

## 引用
1. ↑  .   [2021-03-03]. （原始内容存档于2016-06-04）.
2. 1 2 3 4 5 6  . impredicative.com/ur.   [3 April 2016]. （原始内容存档于2020-11-30）.
3. ↑  Adam Chlipala.  (PDF). MIT / Association for Computing Machinery (ACM). January 2015  [2021-09-04]. （原始内容 (PDF)存档于2022-01-16）.
4. ↑  .   [2021-03-04]. （原始内容存档于2020-11-12）.
5. ↑  Chlipala, Adam. . urweb-doc. January 2015  [8 January 2015]. （原始内容存档于2016-03-04）.
6. ↑  .   [2021-03-04]. （原始内容存档于2016-03-04）.